# Regierung Anders Fogh Rasmussen II
Die dänische Regierung Anders Fogh Rasmussen II war vom 18. Februar 2005 bis 23. November 2007 im Amt. Sie bestand aus der rechtsliberalen Venstre und der Konservativen Volkspartei.
Im Anschluss an die Folketingswahl 2005 wurde die seit 2001 bestehende Koalition aus Rechtsliberalen und Konservativen unter Duldung der rechtspopulistischen Dansk Folkeparti fortgesetzt. Gegenüber dem Vorgängerkabinett Fogh Rasmussen I kam es nur bei kleineren Ministerposten zu Neubesetzungen.

## Kabinettsliste
| Amt                                                | Name                                                          | Partei       |
| -------------------------------------------------- | ------------------------------------------------------------- | ------------ |
| Ministerpräsident                                  | Anders Fogh Rasmussen                                         | Venstre      |
| Wirtschaft und stellvertretender Ministerpräsident | Bendt Bendtsen                                                | Konservative |
| Äußeres                                            | Per Stig Møller                                               | Konservative |
| Finanzen                                           | Thor Pedersen                                                 | Venstre      |
| Inneres und Gesundheit                             | Lars Løkke Rasmussen                                          | Venstre      |
| Justiz                                             | Lene Espersen                                                 | Konservative |
| Verteidig                                          | Søren Gade                                                    | Venstre      |
| Kultur                                             | Brian Mikkelsen                                               | Konservative |
| Steuern                                            | Kristian Jensen                                               | Venstre      |
| Umwelt und nordische Zusammenarbeit                | Connie Hedegaard                                              | Konservative |
| Verkehr und Energie                                | Flemming Hansen ab 12. September 2007: Jakob Axel Nielsen     | Konservative |
| Familien- und Verbraucherangelegenheiten           | Lars Barfoed ab 15. Dezember 2006: Carina Christensen         | Konservative |
| Ernährung, Landwirtschaft und Fischerei            | Hans Christian Schmidt ab 12. September 2007: Eva Kjer Hansen | Venstre      |
| Arbeit                                             | Claus Hjort Frederiksen                                       | Venstre      |
| Wissenschaft, Technologie und Forschung            | Helge Sander                                                  | Venstre      |
| Bildung und Kirche                                 | Bertel Haarder                                                | Venstre      |
| Soziales und Gleichstellung                        | Eva Kjer Hansen ab 12. September 2007: Karen Jespersen        | Venstre      |
| Entwicklungszusammenarbeit                         | Ulla Tørnæs                                                   | Venstre      |
| Flüchtlinge, Einwanderer und Integration           | Rikke Hvilshøj                                                | Venstre      |